# Apartheid Museum

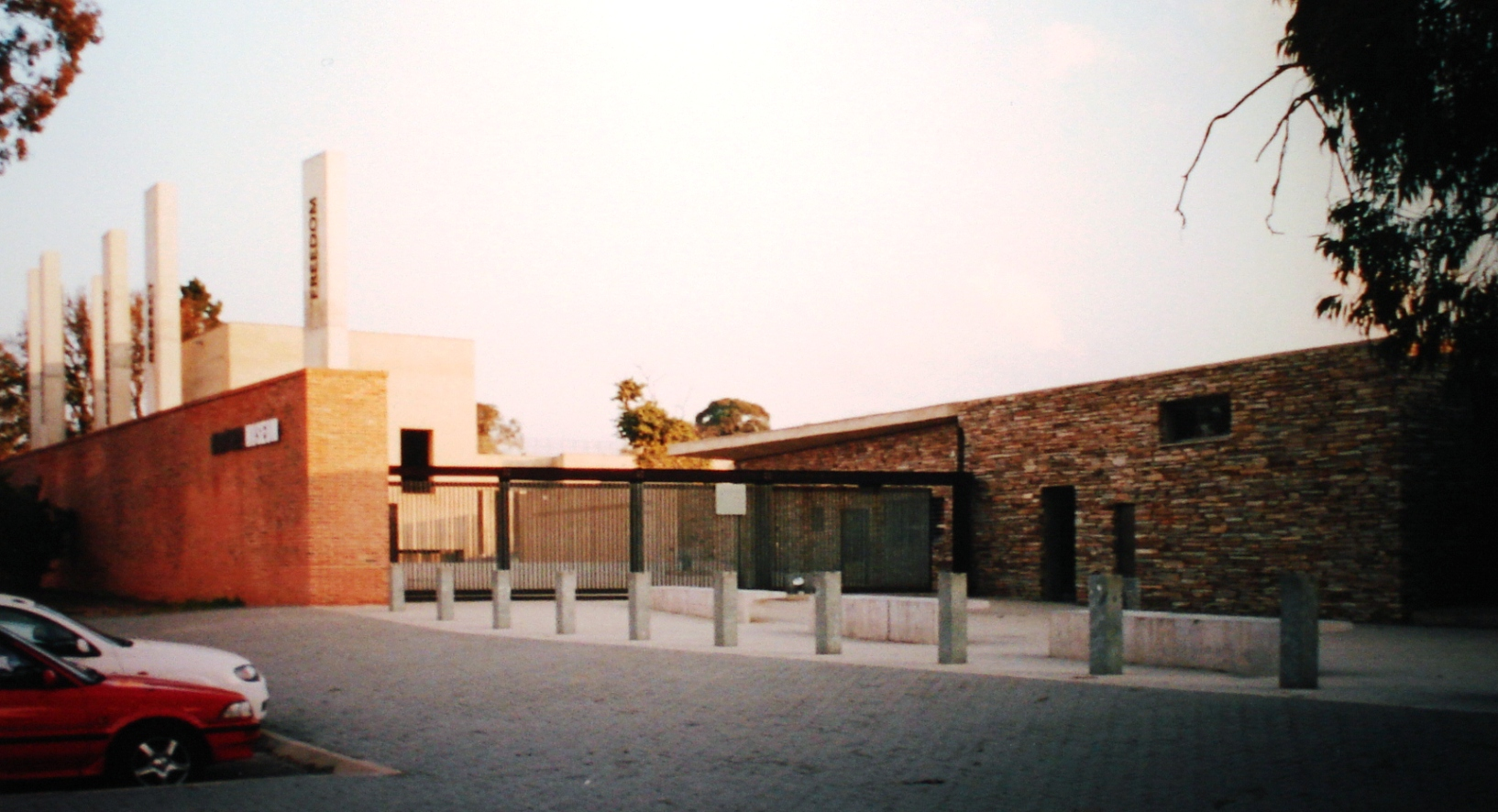
Das Gebäude des Apartheid Museum in Johannesburg

Das Apartheid Museum ist ein Museum in Johannesburg in der südafrikanischen Provinz Gauteng, in dem die Apartheid in Südafrika dokumentiert wird – von den frühen Anfängen, ihrer Entstehung ab 1948, über ihre Entwicklung bis zu ihrer Beendigung 1994 und der sich anschließenden Aufarbeitung. Dabei wird auch der geschichtliche und politische internationale Kontext der Apartheid erläutert. Es ist das einzige Museum, das ausschließlich der Apartheid gewidmet ist.
Neben einzelnen Ausstellungsstücken erfolgt die Dokumentation anhand von zahlreichen Texten, Fotografien, Plakaten und Filmen. Wichtige Schwerpunkte sind die Auflösung des Johannesburger Stadtteils Sophiatown 1955 bis 1963 und der Schüleraufstand in Soweto 1976.
Das Museum, das sich in direkter Nähe von Gold Reef City befindet, wurde 2001 eröffnet. Seine Entstehung basiert auf einer Vereinbarung im Rahmen der Lizenzvergabe für das Gold Reef Casino. Es wird unabhängig geführt.